# Partido General Madariaga
General Madariaga ist ein Partido im Süden der Provinz Buenos Aires in Argentinien. Laut einer Schätzung von 2019 hat der Partido 21.436 Einwohner auf 2.964 km². Der Verwaltungssitz ist die Ortschaft General Juan Madariaga. Der Partido wurde 1865 von der Provinzregierung geschaffen.

## Wirtschaft
Die Wirtschaft von General Madariaga konzentriert sich auf die landwirtschaftliche Produktion, obwohl in der Sommerferienzeit (Dezember–Februar) der Tourismus eine wertvolle Ergänzung der Wirtschaft darstellt.